# Ворота святого Джеймса

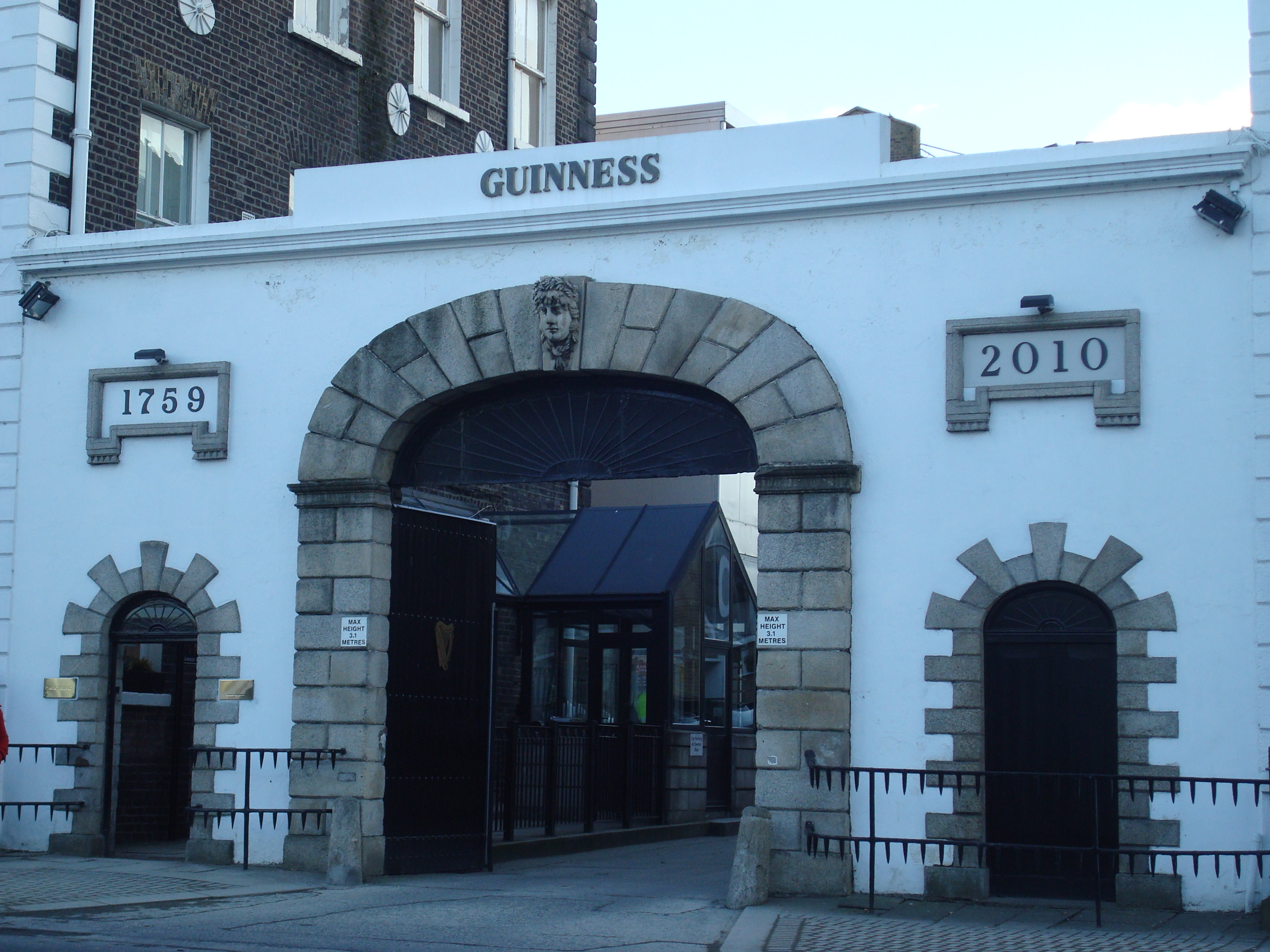
Вход в пивоварню Гиннесс со стороны ворот святого Джеймса

Ворота святого Джеймса (англ. St. James's Gate) — ворота на Джеймс-стрит в южной части Дублина. В средние века служили западным входом в город, а также традиционным местом отправления пилигримов, направлявшихся в Сантьяго-де-Компостела в Испании.

## Пивоварня Гиннесс
С XVII века в районе возле ворот святого Джеймса располагались пивоварни, в том числе пивоварня Олдермена Джайлса Ми, созданная около 1670 года. Городские власти Дублина предоставили Джайлсу Ми право аренды земли и воды в этом месте. Эти права унаследовал зять Ми, сэр Марк Рейнсфорд, который был олдерменом, а в 1700—1701 — мэром Дублина. Рейнсфорд использовал эти права и создал новую пивоварню, за которой закрепилось название «пивоварня у ворот святого Джеймса». Рейнсфорд производил собственный эль, известный как «пиво и эль Рейнсфорда», но его предприятие мало чем выделялось на фоне других пивоварен в этом районе. После смерти Марка Рейнсфорда в 1709 году пивоварня перешла его сыну, которого также звали Марк Рейнсфорд, который уступил права капитану Полу Эспиннесу, погибшему в 1750 году, после чего пивоварня пришла в упадок.
В течение 9 лет к пивоварне никто не проявлял интереса, но в 1759 году Артур Гиннесс, заинтересованный в помещениях для расширения собственного производства пива, решил взять её в аренду у внука сэра Марка Рейнсфорда (тоже Марка Рейнсфорда), и 31 декабря 1759 года был подписан договор аренды участка в 4 акра на 9 тысяч лет с арендной платой 45 фунтов стерлингов в год. С этого момента производство пива Гиннесс располагается на этом месте, и к настоящему времени производство вышло далеко за рамки участка, арендованного в 1759 году.